# Librairie Carabosses
La librairie Carabosses est une librairie féministe ouverte en 1978 à Paris, qui a existé jusqu'à 1986.

## Histoire de la librairie
La librairie Carabosses ouvre en mai 1978, au 70 rue Jean-Pierre-Timbaud à Paris, avec un statut de SARL, dans un local mis à disposition par Éliane Viennot. Gérante de la librairie, elle en est cofondatrice aux côtés d'Élisabeth Motsch et Marie Kuhlmann, issues du groupe Révolution !, ainsi que de Danielle Ghighi, issue du mouvement maoïste, toutes militant dans le Mouvement de libération des femmes. La librairie est gérée et organisée par un collectif de quinze femmes bénévoles, militantes du MLF, du MLAC ou lesbiennes radicales.
Seuls des ouvrages écrits par des femmes sont exposés dans en vitrine. Le lieu est aussi un espace de rencontre, d'information et de documentation féministe.
Fin 1979, la librairie déménage au 58 rue de la Roquette pour ouvrir un café littéraire, le Barcarosse. Au fond de la librairie, un annuaire de lieux destinés aux femmes peut être consulté.
En 1986, la librairie ferme ; elle est remplacée à la même adresse par la librairie internationale de femmes qui ouvre le 3 novembre, tenue par Sylvie Messinger, ancienne directrice des éditions Alta, et Françoise Pasquier, responsable des éditions Tierce.

## Le Barcarosse
Le Barcarosse est un café non mixte ayant un statut d'association loi 1901. Jouxtant la librairie Carabosses, rue de la Roquette, il est conçu par ses fondatrices comme un « lieu de rencontres, d'expositions et d'animations régulières autour du livre, de la lecture, de l'écriture. » Les débats sont organisés dans une pièce aménagée en sous-sol du café, qui devient un lieu de rencontre de militantes féministes.

## La maison d'édition
En 1978, les éditions Carabosses publient un recueil de chansons de femmes, Elles chantent. En 1982, elles publient le Petit Guide Féministe de France et d'ailleurs illustré par Joëlle Dautricourt. Les libraires créent également un "cercle des Carabosses", bulletin accessible par abonnement, qui permet de lire des résumés d'ouvrages et de les acheter par correspondance.